# Yaginumaella ususudi
Yaginumaella ususudi är en spindelart som först beskrevs av Takeo Yaginuma 1972.  Yaginumaella ususudi ingår i släktet Yaginumaella och familjen hoppspindlar. Inga underarter finns listade i Catalogue of Life.